# Balkan-Springnatter
Die Balkan-Springnatter (Dolichophis caspius, Syn.: Hierophis caspius, Coluber caspius) auch als Kaspische Springnatter oder Kaspische Pfeilnatter bekannt, zählt innerhalb der Familie der Nattern (Colubridae) zur Gattung Dolichophis. Die Art wurde erstmals im Jahre 1789 von Johann Friedrich Gmelin wissenschaftlich beschrieben.

## Merkmale
Die Balkan-Springnatter kann eine Körperlänge von 140 bis 170 cm erreichen. Mit Sonderexemplaren von über 200 cm zählt sie zu den größten Schlangenarten Europas. Sie ist eine große, aber im Allgemeinen verhältnismäßig sehr schlank gebaute Natter mit langem Schwanz. Der Kopf ist klein und setzt sich nur wenig vom Körper ab, er weist große Augen mit runden Pupillen auf. Ausgewachsene Balkan-Springnattern haben eine graue bis olivfarbene Grundfärbung ohne besondere Zeichnung oder Muster. Allerdings zeigen sich in der Mitte der dunkleren Körperschuppen je ein heller und länglich geformter Kern, dies lässt die Schlange gegebenenfalls leicht längs gestrichelt erscheinen. Individuen der südöstlichen Balkanhalbinsel sind häufig durch einen rötlich oder orange gefärbten Kopf gekennzeichnet. Die Schuppen der Bauchseite sind heller, meist olivgelb bis orangegelb und ohne Musterung. Jungtiere haben im Gegensatz zu den adulten Balkan-Springnattern ein dunkles Barrenmuster auf dem Rücken und an den Flanken Flecken auf hellem Grund. Achtet man auf die Beschuppung dieser Art, zeigen sich bei ihr glatte und nicht gekielte Körperschuppen, 19 Rückenschuppenreihen – selten auch nur 17 –, am Kopf ein Zügelschild (Loreale), zwei Voraugenschilder (Praeocularia), wobei das obere sichtbar größer ist, zwei bis drei Hinteraugenschildchen (Postocularia), am vorderen Rand des Auges ein Unteraugenschild (Suboculare) und zwischen 7 und 9, meist jedoch 8 Oberlippenschilder (Supralabialia), wobei das vierte und fünfte an den Unterrand des Auges stoßen. Die Kopfoberseite weist äußerst große Schilder auf.

## Vorkommen
Die Balkan-Springnatter hat ein weitreichendes Verbreitungsgebiet. Sie kommt auf der Balkanhalbinsel, im Süden Rumäniens, in Griechenland mitsamt den Ägäisinseln (ausgenommen Peloponnes, Kreta und die Halbinsel Attika), in der Türkei, rund um das Schwarze Meer und nach Osten hin bis zum Kaspischen Meer vor. In Ungarn ist sie der einzige Vertreter ihrer Gattung. Zu den von ihr besiedelten Lebensräumen zählen in erster Linie offene Landschaften mit steppenartigem Charakter, leichtem Buschbestand und Grasland, Geröllhänge und -halden, Wiesen und Lichtungen in Laubwäldern, Weinberge sowie verwilderte Gärten.

## Lebensweise
Die Balkan-Springnatter ist eine tagaktive und am Boden lebende Schlange, die vor allem morgens und spät am Nachmittag beim Sonnenbaden beobachtet werden kann. Das Tier ist immer bereit zur Flucht, bei Annäherung und wenn sie aufgeschreckt wird, verzieht sich die Balkan-Springnatter mit einem lauten Rauschen in das nächstbeste Gebüsch. Wird sie in die Enge getrieben oder gar ergriffen, beißt sie äußerst heftig um sich und kann schmerzhaft zubeißen. Den Namen „Springnatter“ hat sie ihrer Fähigkeit, beim Zubeißen bis zur Hälfte ihrer Körperlänge nach vorn schnellen zu können, zu verdanken; gemäß unbestätigten Beobachtungen aus Kasachstan lässt die Schlange so sogar Pferde durchgehen. Zum Beutespektrum ausgewachsener Balkan-Springnattern zählen allerlei Kleinsäuger, darunter Hausmäuse, Ratten und Hamster, Vögel, Reptilien wie Echsen und kleinere Schlangen und Froschlurche. Jungschlangen hingegen fangen kleine Eidechsen, größere Echsen und gelegentlich Schlangen.
Über die kalte Jahreszeit hält die Balkan-Springnatter, abhängig vom regionalen Klima und der Höhenlage, vier bis sechs Monate lang Winterruhe an einem frostgeschützten Ort.

### Fortpflanzung
Die Paarungszeit beginnt direkt nach der Winterruhe, dann suchen sich die Männchen bereitwillige Weibchen. Ist die Kopulation geglückt und die Eizellen wurden befruchtet, legt ein Weibchen bald ihre Eier in einem Gelege mit einem Umfang von circa sechs bis zwölf Eiern beispielsweise in einer Erdhöhle, unter Steinen, in einem Laubhaufen oder einem ähnlichen, geschützten und leicht feuchten Ort ab. Der Schlupf der Jungschlangen erfolgt zwischen Anfang und Mitte September.

## Unterarten
Während die Kaspische Springnatter von The Reptile Database in die Unterarten Dolichophis caspius caspius (Gmelin, 1789) und Dolichophis caspius eiselti (Zinner, 1972) eingeteilt wird, hat sie neueren Untersuchungen zufolge jedoch keine Unterarten.

## Belege